# Theater Waidspeicher
Theater Waidspeicher je budova na náměstí Domplatz v durynském hlavním městě Erfurtu, která slouží jako zázemí pro kabaret Die Arche a loutkové divadlo Puppentheater
Budova divadla je bývalé skladiště na boryt barvířský, také známý jako německé indigo, které bylo postaveno v 16. století, v polovině 80. let 20. století bylo celkově zrekonstruováno a od roku 1979 je působištěm loutkového divadla a kabaretu. Loutkové divadlo je pravidelným hostitelem mezinárodního loutkového festivalu Synergura.